# Persoonia brevifolia
Persoonia brevifolia (лат.) — кустарник, вид рода Персоония (Persoonia) семейства Протейные (Proteaceae), эндемик юго-восточной Австралии (Новый Южный Уэльс и Виктория).

## Ботаническое описание
Persoonia brevifolia — прямостоячий кустарник, вырастающий до 0,8-1,5 м в высоту, с гладкой корой и умеренно опушёнными молодыми ветвями. Листья от эллиптических до яйцевидных, 10-25 мм в длину, 3-12 мм в ширину, редкоопушённые в молодом возрасте с возрастом становятся гладкими. Верхняя поверхность листа заметно темнее нижней. Цветки жёлтые, расположены поодиночке в пазухах листьев, каждый цветок на цветоножке 2-5 мм длиной. Четыре листочка околоцветника имеют длину 5-12 мм. Цветение происходит с декабря по март. Плод — костянка овальной формы.

## Таксономия
Вид был описан в 1870 году английским ботаником Джорджем Бентамом из образцов, собранных Фердинандом фон Мюллером в «верховьях реки Дженоа и горах Нангатта на высоте до 1200 м над уровнем моря» и получил название Persoonia myrtilloides var. brevifolia во Flora Australiensis. В 1991 году австралийские ботаники Лоренс Джонсон и Питер Уэстон повысили статус этой разновидности до статуса вида Persoonia brevifolia в журнале Telopea.

## Распространение и местообитание
Persoonia brevifolia — эндемик австралийских штатов Новый Южный Уэльс и Виктория. Растёт в эвкалиптовом лесу на высоте от 200 до 1100 м на нескольких пиках недалеко от границы Нового Южного Уэльса и Виктории и в верховьях реки Дженоа на крайнем востоке Виктории.